# Ecolo
Ecolo è un partito politico belga di idee ambientaliste e progressiste, che si richiama all'ecologia sociale.

## Storia
Ecolo è stato fondato nel 1980 ed è stato il primo partito ambientalista ad entrare in un Parlamento nazionale. La parola Ecolo è l'acronimo di Écologistes Confédérés pour l'Organisation de Luttes Originales (ossia Ecologisti confederati per l'organizzazione di lotte originali).
Sin dalla sua fondazione Ecolo è membro del Partito Verde Europeo e dei Global Greens.
Ecolo è presente unicamente nelle regioni belghe di lingua francese (Vallonia e parte di Bruxelles) e tedesca. Nelle regioni di lingua olandese, infatti, sono presenti i Groen, che hanno, però, una connotazione più marcatamente di sinistra rispetto a Ecolo.

### Anni '80 e '90
Nelle elezioni nazionali del 1981, 1985 e 1987, Ecolo si attestò poco sopra il 2% eleggendo tra i 2 e i 5 deputati. Nel 1991 e 1995, i Verdi francofoni hanno migliorato la propria prestazione ottenendo, rispettivamente, il 5,1 ed il 4%. Il 1999 è l'anno dell'affermazione di Ecolo (7,4% dei voti) e dell'ingresso nel governo all'interno di un'insolita coalizione detta "Arcobaleno", composta da socialisti (SP.a e SP), liberali (VLD e MR) ed ecologisti (Ecolo e Groen!).
Ecolo otterrà il Ministero dei Trasporti ed un sottosegretario all'Energia ed allo Sviluppo. Il successo di Ecolo fu dovuto alla crisi della diossina, che aveva posto all'attenzione dell'opinione pubblica i temi ambientali.

### Dal 2000 al 2007
Nel 2003, Ecolo, a causa delle posizioni radicali in ambito ambientale, ha dimezzato i propri consensi ed è sceso al 3,1% dei voti. Analogo andamento si è avuto nelle elezioni in Vallonia. Nel 1995, Ecolo conseguì il 10% dei voti, salito al 18,2% nel 1999, dato dimezzatosi nel 2004 (8,5%), rischiando, così, di essere superato dal Fronte Nazionale (8,1%) di estrema destra.
Alle elezioni parlamentari del 2007, gli ecologisti valloni sono passati dal 3,1 al 5,1% dei consensi, raddoppiando, così, i propri seggi da 4 ad 8.

### Sviluppi recenti
Nel 2009, alle elezioni europee, Ecolo ottiene circa l'8,5% dei voti ed elegge due europarlamentari (sui 22 spettanti al Belgio). Nello stesso anno Isabelle Durant, storica portavoce nonché ex-segretaria del partito, viene eletta vicepresidente del Parlamento europeo.
In occasione delle elezioni parlamentari del 2010 il partito conferma gli 8 seggi precedentemente ottenuti.
Alle elezioni europee del 2014 Ecolo elegge un europarlamentare. Alle contestuali elezioni parlamentari del 2014 il partito ottiene il 3,3% su base nazionale e 6 deputati.

## Ideologia e posizioni
Ecolo è un partito politico che promuove una politica di sviluppo sostenibile, volta a preservare l'ambiente e a contrastare i cambiamenti climatici, nell'interesse delle generazioni presenti e future. Il partito si propone di realizzare una società più democratica e inclusiva, incoraggiando nuove pratiche politiche e rafforzando la partecipazione dei cittadini in un modello di democrazia partecipativa. 

## Segretari federali / presidenti
| Segretari federali / Presidenti | Periodo                             | Note |
| --- | ----------------------------------- | --- |
| Paul Lannoye, Philippe Defeyt, Jean-François Lecocq, Henri Hoffait e Robert Van Wassenhoven                                                 | 18 aprile 1980 – 10 aprile 1981     | Segretari federali. |
| Paul Lannoye, Philippe Defeyt, Jean-Luc Roland, Henri Hoffait e Robert Van Wassenhoven                                                      | 10 aprile 1981 – 16 maggio 1982     | |
| Paul Lannoye, Georges Dutry, Jacques Vranken, Olivier Bribosia, Philippe Defeyt, Luc Karkan, Georges Minguet, Marthe Pierquin e Rudi Winzen | 16 maggio 1982 – 30 aprile 1983     | Georges Minguet si dimise nel novembre 1982, seguito da Luc Karkan nel gennaio 1983. Nel febbraio 1983 Jacques Vranken seguì il loro esempio. |
| Paul Lannoye, Philippe Defeyt, Olivier Bribosia, Daniel Comblin, Pierre Denis, Eric Picard, Marthe Pierquin, Rudi Winzen e Louis Wyckmans   | 30 aprile 1983 – 1° maggio 1984     | Nell'ottobre 1983, Eric Picard si dimise e fu sostituito il 17 marzo 1984 da Michel Horenbeek.                                                |
| Cécile Delbascourt, Fabrice Lantair, Michel Somville, Olivier Bribosia, Frédéric Janssens, Rudi Winzen e Louis Wyckmans                     | 1° maggio 1984 – 29 aprile 1985     | Il 20 luglio 1984, Benoît Labaye e Jean-Luc Roland vengono eletti segretari federali aggiunti.                                                |
| Paul Lannoye, Cécile Delbascourt, Myriam Keenens, Philippe Defeyt, Frédéric Janssens, Jacques Preumont e Michel Somville                    | 29 aprile 1985 – 22 febbraio 1986   | Il 29 novembre 1985, Paul Lannoye, Philippe Defeyt, Myriam Keenens e Michel Somville si dimisero dalla carica di segretario federale.         |
| Jean-Pierre Viseur, Frédéric Janssens e Myriam Keenens                                                                                      | 22 febbraio 1986 – 11 maggio 1986   | Il 25 aprile 1986, Jean-Claude Sadoine viene eletto segretario federale aggiunto.                                                             |
| Paul Lannoye, Jacky Morael, Jean-Claude Sadoine, Daniel Comblin e Martine Dardenne                                                          | 11 maggio 1986 – 14 dicembre 1986   | |
| Paul Lannoye, Jacky Morael, Henri Simons, Daniel Comblin e Martine Dardenne                                                                 | 14 dicembre 1986 – 20 marzo 1988    | Il 23 ottobre 1987 Henri Simons fu sostituito da Pierre Jonckheer e il 15 gennaio 1988 Paul Lannoye fu sostituito da Georges Trussart.        |
| Jacky Morael, Martine Dardenne, Pierre Jonckheer, Marie Nagy e Georges Trussart                                                             | 20 marzo 1988 – 29 aprile 1990      | 25 agosto 1989, Martine Dardenne e Marie Nagy furono sostituite da Marcel Cheron e Bruno Thiéry.                                              |
| Jacky Morael, Marcel Cheron, Claude Adriaen, Salvatore Miraglia e Didier Paternotte                                                         | 29 aprile 1990 – 10 maggio 1992     | Jacky Morael e Marcel Cheron furono sostituiti da Daniel Burnotte e Vincent Decroly il 13 dicembre 1991 .                                     |
| Daniel Burnotte, Vincent Decroly, Anne-Marie Latteur e Roland Libois                                                                        | 10 maggio 1992 – 23 aprile 1994     | Il 26 giugno 1992, Gérard Lambert fu eletto segretario federale aggiunto. Roland Libois fu sostituito da Denise Nélis il 15 ottobre 1993.     |
| Jacky Morael, Isabelle Durant e Dany Josse                                                                                                  | 23 aprile 1994 – 28 novembre 1999   | Il 21 febbraio 1997, Dany Josse fu sostituito da Jean-Luc Roland. Morael, Durant e Roland furono rieletti il 29 marzo 1998.                   |
| Philippe Defeyt, Brigitte Ernst e Jacques Bauduin                                                                                           | 28 novembre 1999 – 7 luglio 2002    | |
| Philippe Defeyt, Marc Hordies e Evelyne Huytebroeck                                                                                         | 7 luglio 2002 – 6 luglio 2003       | |
| Jean-Michel Javaux, Evelyne Huytebroeck e Claude Brouir                                                                                     | 6 luglio 2003 – 21 ottobre 2007     | Il 16 luglio 2004, Evelyne Huytebroeck è stata sostituita da Isabelle Durant.                                                                 |
| Jean-Michel Javaux e Isabelle Durant | 21 ottobre 2007 – 20 novembre 2009  | Copresidenti. |
| Jean-Michel Javaux e Sarah Turine | 20 novembre 2009 – 5 marzo 2012     | |
| Olivier Deleuze e Emily Hoyos | 5 marzo 2012 – 22 marzo 2015        | |
| Zakia Khattabi e Patrick Dupriez | 22 marzo 2015 – 9 novembre 2018     | |
| Zakia Khattabi e Jean-Marc Nollet | 9 novembre 2018 – 15 settembre 2019 | |
| Jean-Marc Nollet e Rajae Maouane | 15 settembre 2019 – 13 luglio 2024  | |
| Samuel Cogolati e Marie Lecocq | 13 luglio 2024 – in carica          | |

## Risultati alle elezioni europee
| Elezione | Voti    | %    | Seggi  |
| -------- | ------- | ---- | ------ |
| 1979     | 107.833 | 1,98 | 0 / 24 |
| 1984     | 220.663 | 3,86 | 1 / 24 |
| 1989     | 371.053 | 6,29 | 2 / 24 |
| 1994     | 296.573 | 4,97 | 1 / 25 |
| 1999     | 531.592 | 8,54 | 3 / 25 |
| 2004     | 320.874 | 4,94 | 1 / 24 |
| 2009     | 562.081 | 8,56 | 2 / 22 |
| 2014     | 284.656 | 4,27 | 1 / 22 |
| 2019     | 492.330 | 7,31 | 2 / 22 |

Nota: Il partito si presenta solamente nella circoscrizione vallone e nella regione di Bruxelles-Capitale. Il numero dei voti qui riportato è quello in rapporto ai voti totali di tutto il Belgio.